# Cotarsina gracilis
Cotarsina gracilis là một loài bướm đêm trong họ Noctuidae.